# Sarafand
Sarafand (en arabe : الصرفند) est une ville du Liban dans le district de Saida, dans la Mohafazah du Liban-Sud.
Elle se situe à une distance d’environ 58 kilomètres au sud de Beyrouth, sur le rivage de la mer Méditerranée.
Son nom conserve celui de la cité phénicienne de Sarepta, au nord de Sarafand. La cité antique était renommée pour son activité de soufflage du verre qui se perpétue encore aujourd'hui à Sarafand.
Au moins dix personnes, principalement des femmes et des enfants, sont tuées dans un bombardement israélien le 29 octobre 2024.

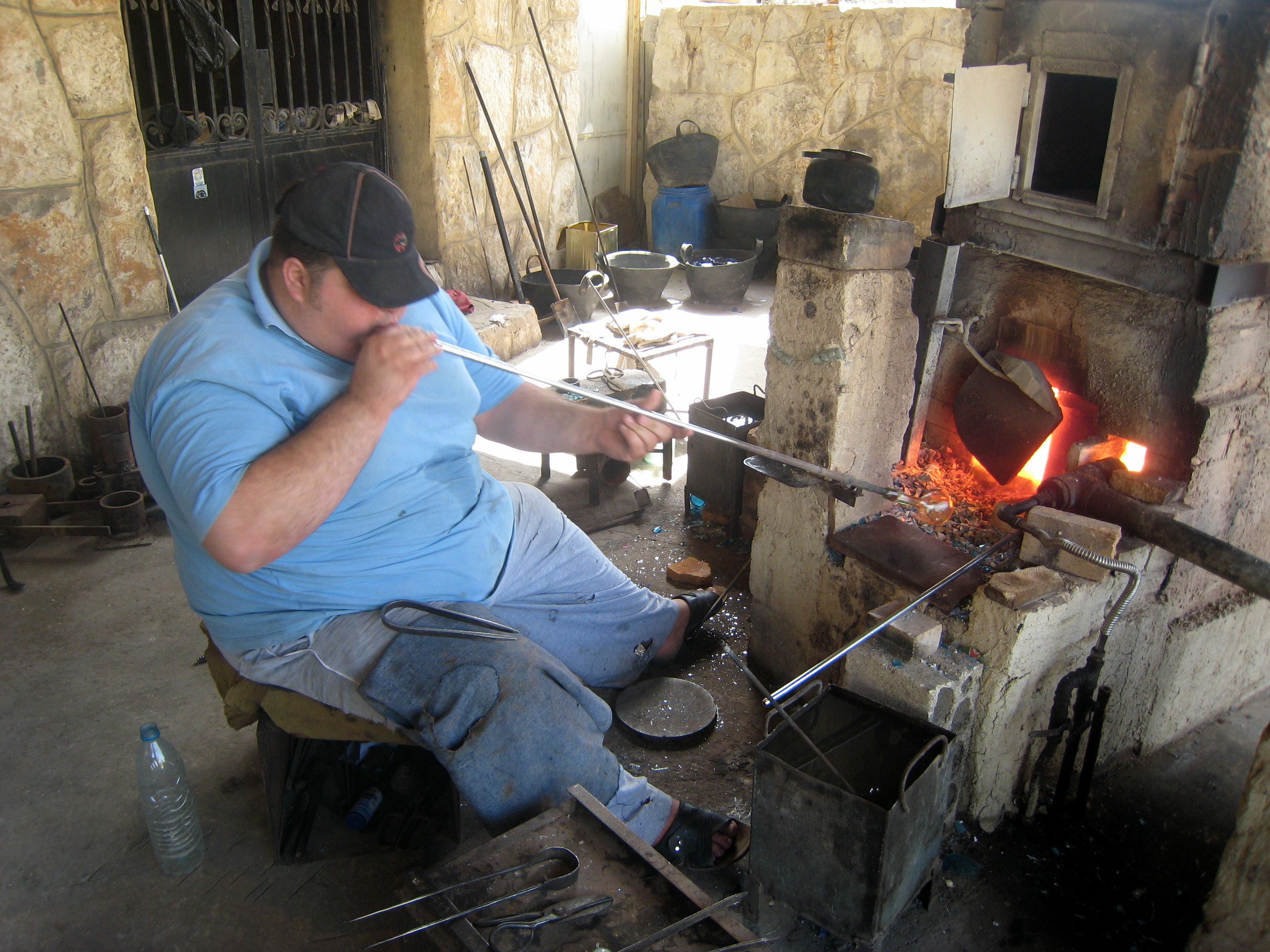
Souffleur de verre à Sarafand